# 30メートル望遠鏡

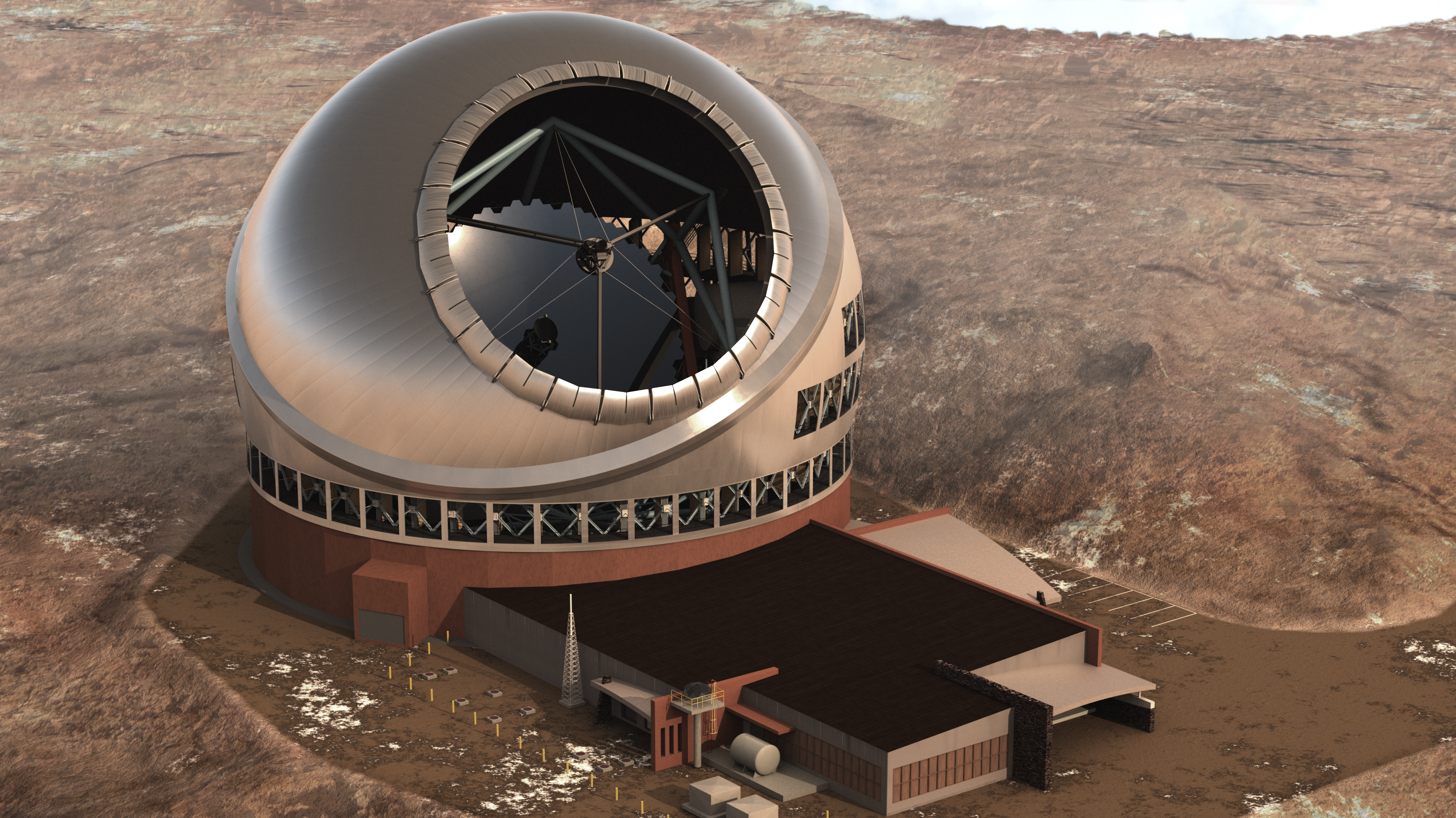
CGによる完成予想図

主鏡の規模の比較

30メートル望遠鏡（さんじゅうメートルぼうえんきょう）は、アメリカ合衆国、カナダ、中華人民共和国、インド、日本の5か国共同で米ハワイ島マウナケア山頂に建設予定の超大型光学赤外線望遠鏡である。略称TMT (Thirty Meter Telescope)。その名の通り有効口径が30メートル (m) の巨大な望遠鏡となる。

## 性能
主鏡は492枚の六角形の鏡を組み合わせた複合鏡で、合成主鏡有効径は30メートルと、ケック天文台のケックI、ケックII望遠鏡の約3倍となる。望遠鏡自体の形などはケック望遠鏡に似ている。主鏡には日本のガラスメーカーオハラが開発したゼロ膨張ガラスを採用した。492枚の鏡一枚一枚をコンピューター制御し1枚の大鏡と同等の働きをさせるには非常に高度な技術が必要だが、2006年6月にTMTの詳細設計が審査を通過、開発に必要な予算が下りた。観測装置は、初期には可視光の多天体分光器WFOS、近赤外線の撮像分光装置IRIS、近赤外線の多天体分光器MODHISが取り付けられる予定である。IRISとMODHISには補償光学装置を備える。観測波長は、可視光及び近・中間赤外線であり、初期の宇宙、遠方銀河、太陽系外惑星などの詳細が観測される。
北半球の天体全部と南半球の天体の8割を観測できる。日本がマウナケア山頂においた「すばる望遠鏡」(直径8.2m)よりも集光能力は13倍、解像度は4倍、地球と太陽の距離の約200億倍離れた惑星を判別できる。

## 建設計画
建設候補地としてハワイ・マウナケア山頂とチリ・アンデス山脈が挙げられていたが、最終的に2009年7月にマウナケア山頂に建設されることが決定した。

### パートナーシップ
以下の機関によって計画が進められている。
- カナダ天文学大学連合 (ACURA)
- カリフォルニア工科大学
- カリフォルニア大学
- 中国科学院国家天文台
- 科学技術担当省 (インド)
- 国立天文台 (日本)

### 建設費用
建設費18億ドル (約2030億円)のうちの35.5%をアメリカが負担するほか、日 (25%)・加 (17.8%)・中 (11.2%)・印 (10.5%) で分担する。

### 建設スケジュール
2021年度完成予定であったが、以下の経緯により完成が2027年まで遅れる見込み。
2011年2月、ハワイ州土地天然資源局 (DLNR) は、係争が発生した場合にはDLNRがそれを解決し最終承認するまでは建設を開始できない等の条件付で保護地区利用許可 (Conservation District Use Permission： CDUP) を承認した。2013年4月にDLNRはCDUPを最終承認し、2014年7月25日に建設許可が下りた。2014年7月28日から建設予定地までの道路建設等に着工した。2014年10月8日、プロジェクト関係者やハワイ州知事などの招待者による起工式が行われた。地元の祭司による祈祷が終わったところでマウナケア保護派（以下保護派）の一人が抗議行動を始めたことで式が中断されるトラブルもあったが、会場を変更した上で起工式を終えた。
しかし2013年5月に保護派により、公聴会前に条件付とはいえCDUPを承認した手続きの妥当性について、巡回裁判所への異議申立てが行われた。2014年5月に巡回裁判所がDLNRのCDUP承認を支持すると、保護派は中間裁判所へ異議申立てを行った。この異議申立ては2015年6月にハワイ州最高裁判所へ移送され、同年12月2日にハワイ州最高裁は、2013年にDLNRが出したCDUPの承認手続きに対する異議申立てを認め、許可が無効であるとの判決を出した。この結果、建設計画は再度DLNRの審査を受けることとなった。
TMT国際天文台は2016年10月から3月にかけて計44回の公聴会を実施。2017年7月26日、公聴会のとりまとめを行った審査官よりTMT建設のCDUP承認を推奨する提言が提出され、同年9月28日にDLNRより保護地区利用が許可された。同年10月にこれを無効とする訴訟が起こされたが、翌2018年10月30日、ハワイ州最高裁はDLNRの承認は有効であるとの判断を下した。2019年6月20日、デビッド・イゲ ハワイ州知事はDLNRがハワイ大学に対してTMTの現地工事開始を認める通知 (notice to proceed, NTP) を出したことを発表した。
2019年7月～8月、建設工事が開始された直後に、ハワイ人やその長老、ハワイ伝統的文化継承者およびオハナがプウ・フルフル前のマウナケア・アクセス道路を封鎖するなどの実力行使に出たため、建設が中断している。
2019年7月24日、このマウナケア保護活動の応援に元プロレスラーで俳優のドウェイン・ジョンソン、通称ザ・ロックもサプライズで駆けつけた。サモアの血を引き幼少の頃一時ハワイで過ごした彼は、長い間この問題の動向を注視していたことを明かし、建設推進派のリーダーシップに保護派の気持ちを理解し平和的解決を目指すことを促した。更には「マウナケアはハワイ人にとって教会のような神聖な場所」とインスタグラムで訴えた。
ハワイ人にとって神聖と見なされ、彼らの文化と伝統継承に重要なマウナケアの開発への懸念を再三表明してきたが、それが顧みられることはほとんどかった。先住民ハワイ人の間ではマウナケアの山頂には神が宿ると伝統的に口承されており、常設的建築物を設けるべき場所ではないという。ハワイ人の先住民族の権利や宗教の自由、アイデンティティが内包した問題に、彼らの意見が軽視されて来た過去や、ハワイの植民地時代の負の遺産が影を落としていることを専門家たちの多くは指摘している。
一方で、カナリア諸島などを誰もが満足できる代替地とする保護派の主張については、天文学者はマウナケアの地理的条件が理想的な建設地であると指摘している。